# تييري كاثرين
تييري كاثرين (بالفرنسية: Thierry Catherine)‏ هو لاعب كرة قدم فرنسي في مركزي الدفاع والوسط، ولد في 2 أغسطس 1997 في فور دو فرانس في فرنسا. لعب مع Golden Lion FC ‏.

## وصلات خارجية
- تييري كاثرين على موقع قاعدة بيانات كرة القدم.إي يو (الإنجليزية)
- تييري كاثرين على موقع ناشيونال فوتبول تيمز (الإنجليزية)
- تييري كاثرين على موقع Soccerway.com (الإنجليزية)